# Westerheide (Arnhem)
Westerheide is een negentiende-eeuws ontginningslandgoed ten noordwesten van Arnhem, tussen de Harderwijkerweg, de Wekeromseweg en de Maasbergseweg. Ondanks zijn ligging op de Veluwse stuwwal is het gebied opvallend vlak. Dit komt doordat op deze plek een enorme waaiervormige afzetting van zand en grind ligt, dit is een spoelzandwaaier of sandr. De puinwaaier die hier ligt is de grootste van Nederland. 
Het landgoed Westerheide is behoudens het privégedeelte, eigendom van Het Geldersch Landschap, voorheen Geldersch Landschap en Kasteelen. Doelstelling is Westerheide te ontwikkelen naar een open bos- en schraalgraslandvegetatie waardoor de landbouwfunctie afneemt.

## Parkbos en heidegebied
In de 19de eeuw is het toenmalige heidegebied ontgonnen tot productiebos en hoofdzakelijk ingeplant met naaldbomen. Er werden lanen aangelegd als ontsluitingsroute en perceelbegrenzing. Langs de bospaden werden berken en Amerikaanse eiken geplant vanwege hun brandvertragende invloed.
Het 19de-eeuwse productiebos is nu weer heidegebied omgeven door gemengd bos met veel ondergroei van heesters en kruiden. In het bosgebied laat men op verschillende plekken de natuur haar gang gaan en begint er zich een 'spontaan' bos te ontwikkelen: open plekken groeien snel weer dicht, meestal met berken.
Het tegenwoordige heidegebied is afgerasterd en wordt begraasd door Veluwse heideschapen. Zonder begrazing zou het binnen enkele jaren dichtgroeien met berken en dennen. Voor de schapen speciaal is een drinkvijver aangelegd. Sinds 2005 staat in het open gedeelte een schaapskooi  waar de schapen beschutting vinden en hun lammeren kunnen werpen, als ze dat al niet in het veld doen. Deze schapen zijn van het ras Veluws heideschaap, een oud en zeldzaam heideschaap dat niet schrikachtig is, groot en sterk, en tegen weersomstandigheden goed bestand.
Westerheide is lang ontoegankelijk geweest voor publiek. Tegenwoordig is een groot gedeelte vrij toegankelijk. Er zijn smalle wandelpaden aangelegd. Veel van de oorspronkelijke paden zijn dichtgegroeid, maar de oude over het landgoed lopende laan met Amerikaanse eiken bestaat nog steeds.

## Privé-gedeelte

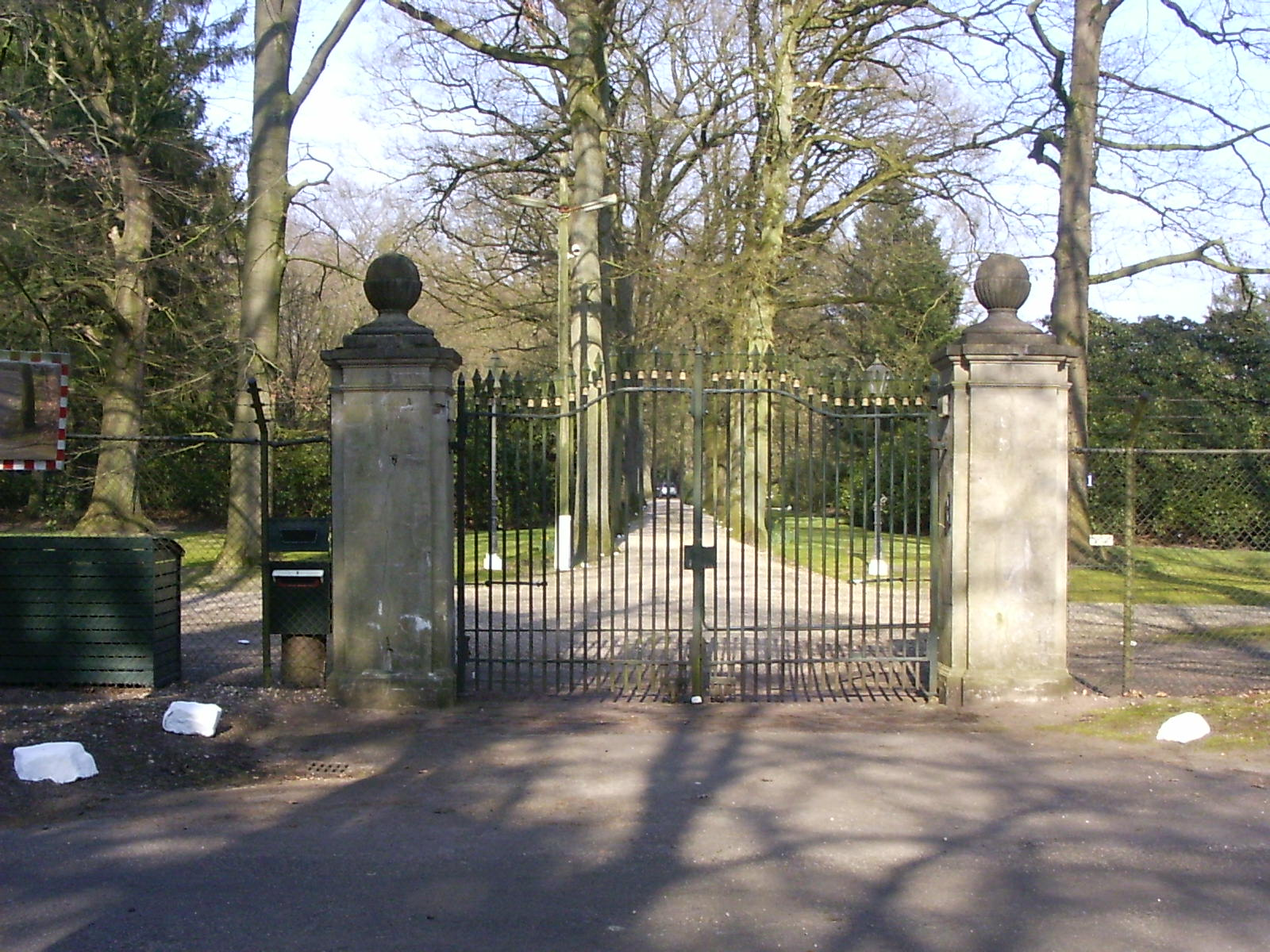
Toegangshek privé-gedeelte

De kern van het landgoed is privébezit. In 1916 werd in opdracht van dr. H.P. Krull, een arts uit Velp op het landgoed een landhuis gebouwd met rijtuigloods en paardenstal. Recent is de voormalige boswachterswoning herbouwd en is er een boerenwoning omgebouwd tot landhuis. De boswachterswoning is gebouwd op de oorspronkelijke fundamenten van het in ca. 1860 gebouwde keuterijtje met het in 1920 aangebouwde achterhuis met stal, garage en berging. Het oorspronkelijke bouwwerk is in de Tweede Wereldoorlog afgebrand en daarna volledig geruimd. Het nieuwe bouwwerk is aan de hand van foto's en verbouwingstekeningen uit 1911 gereconstrueerd. De nieuwe 'boswachterswoning' doet dienst als gastenverblijf..
Op het landgoed is het Hongaarse consulaat gevestigd. In het landhuis Westerheide woont de honorair consul, Jonkheer József Béla Jankovich de Jeszenice.

## Historische buitenplaats
Westerheide is een van de drie historische buitenplaatsen in de gemeente Arnhem met de status gemeentelijk monument. Het bevat parkbos uit de negentiende eeuw, het landhuis uit 1916, de toegangspoort uit 1916, de grenspaal uit 1756, een wegwijzer en de gebouwen Wekeromseweg 6 en 8 uit 1952.

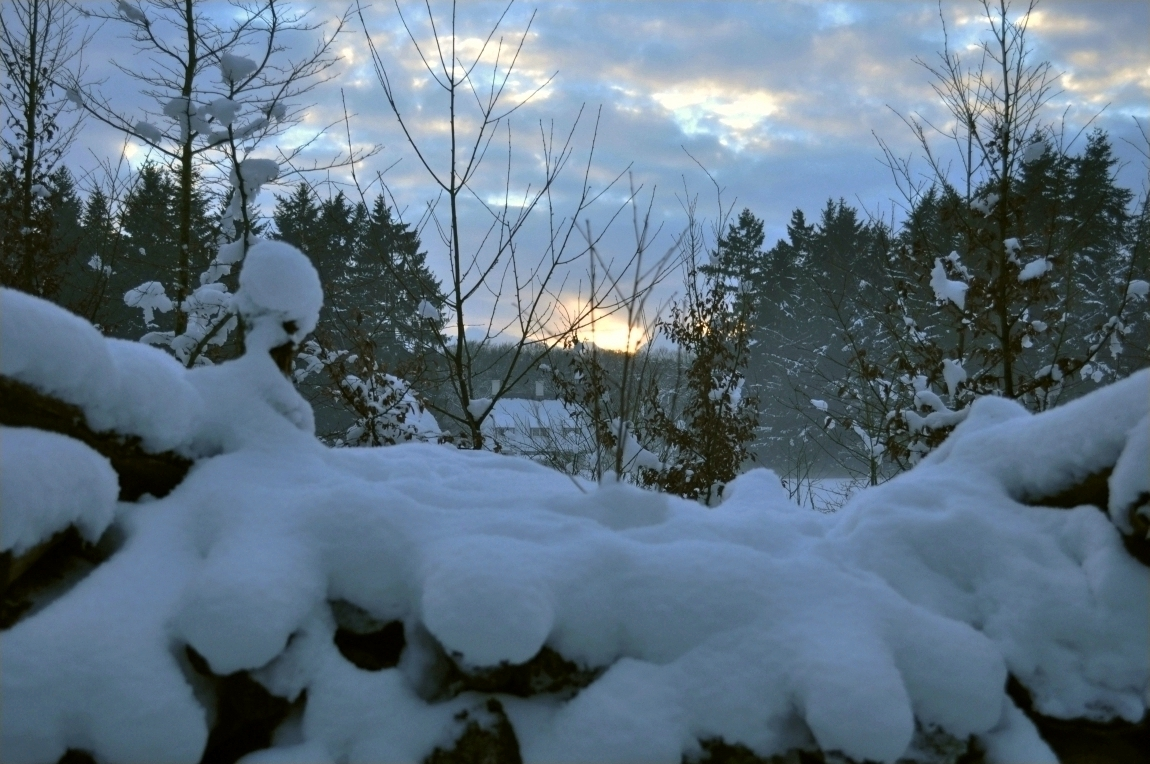
Landhuis Westerheide in de sneeuw
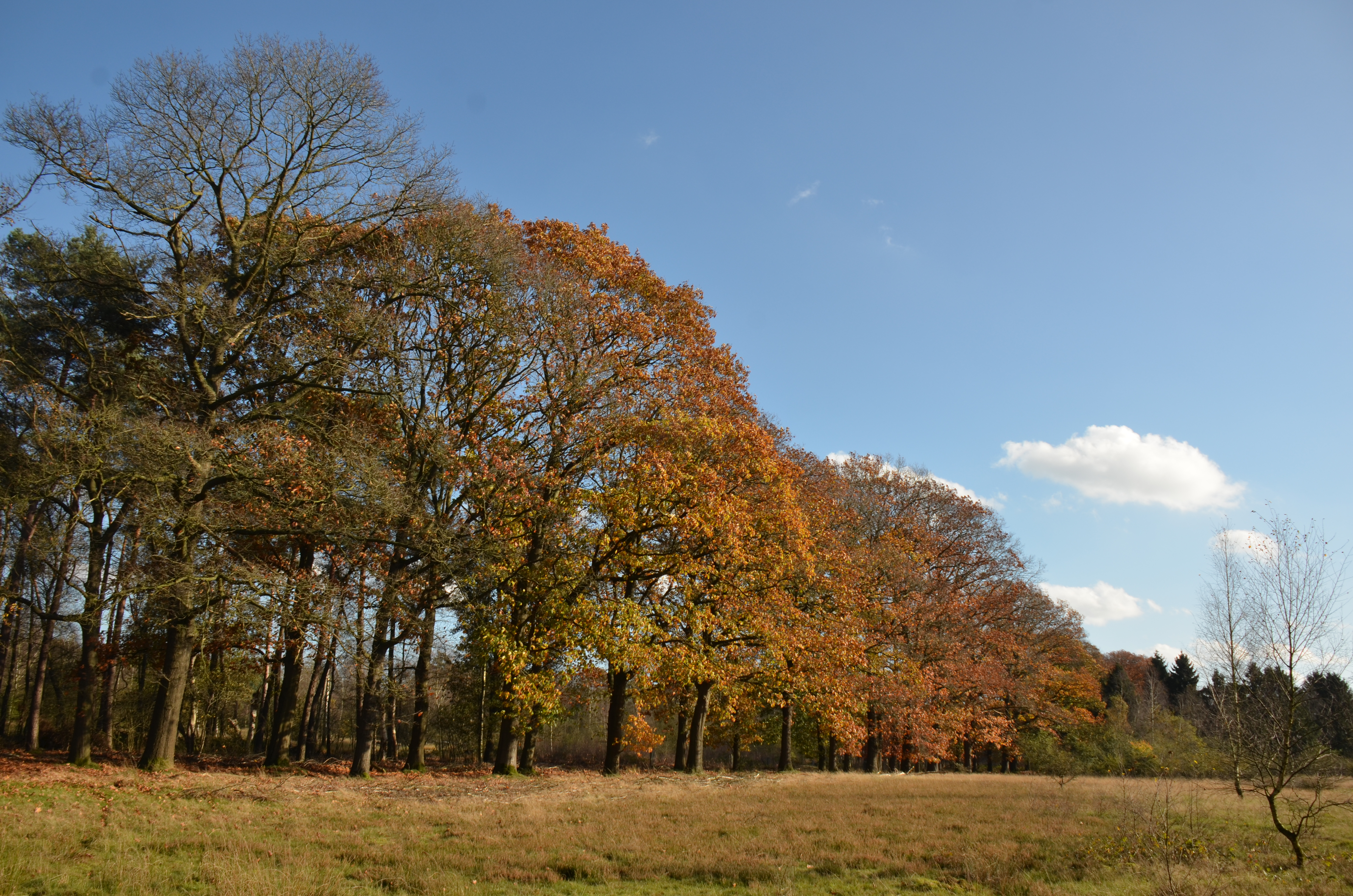
Eikenlaan op Westerheide
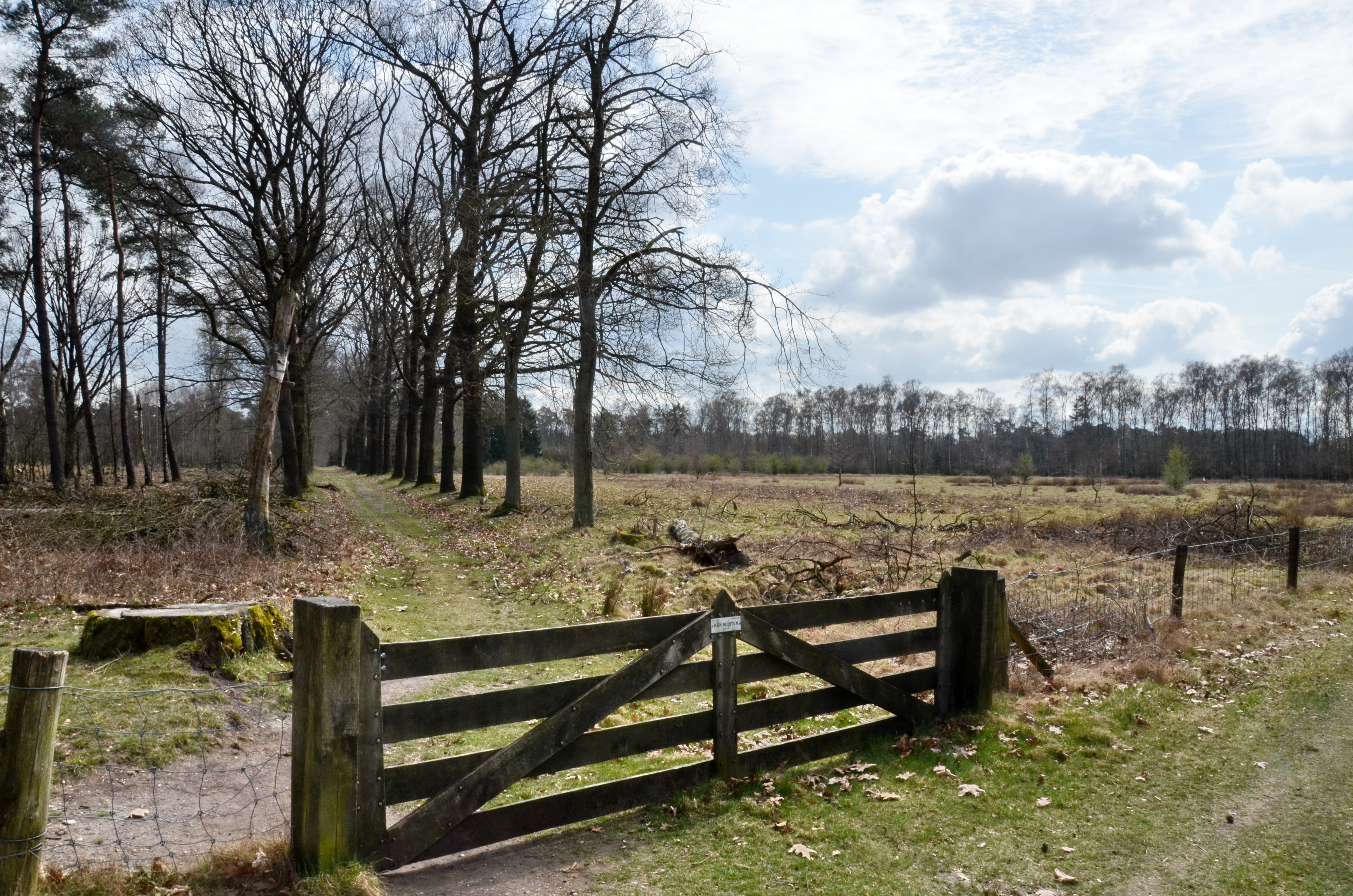
Heide op Westerheide

Park Angerenstein · Bronbeek · Gulden Bodem · Hoogte 80 · Immerloopark · Jubileumpark · Park Klarenbeek · Lichtenbeek en Boschveld · Mariëndaal · Stadsblokken-Meinerswijk · Moscowa · Onderlangs · Park Presikhaaf · Park Sonsbeek · Warnsborn · Westerheide · Park Westerveld · Park Zypendaal